# Lars Nordberg
Lars Oskar Nordberg, född 14 februari 1915 i Engelbrekts församling, Stockholm, död 23 juni 1990, var en svensk ljudtekniker.
Nordberg började som godisförsäljare på biografen Strix i Stockholm, han avancerade till biografmaskinist på samma biograf 1931. Han anställdes vid Irefilm 1935. Nordberg var med i en grupp som arbetade med att förbättra det österrikiska ljudsystemet Selenophon. Han blev chef för ljudavdelningen när Anders Sandrew övertog Irefilm 1939. Lars Nordberg är gravsatt i minneslunden på Råcksta begravningsplats.

## Filmmedverkan roller
- 1951 – Spöke på semester
- 1951 – Fröken Julie

## Ljudtekniker i urval
- 1966 – Åsa-Nisse i raketform
- 1962 – Raggargänget
- 1953 – I dur och skur
- 1951 – Spöke på semester
- 1951 – Sköna Helena
- 1949 – Singoalla
- 1947 – Skepp till India land
- 1941 – Första divisionen